# 城際列車125
城際列車 125 （英文：InterCity 125，原稱Inter-City 125  ）或高速列車 （High Speed Train，HST）是英国铁路工程有限公司於 1975 年至 1982 年間製造的柴油動力高速客運列車。每列車編組兩端各為一輛43型柴電機車，中間為若干輛Mark 3客車。其名字乃基於本列車最高營運時速（125英里，也就是201公里）。
HST 最初是由英國鐵路公司在 1970 年代初期開發的，原乃做為同時開發的傾斜式先進客運列車（Advanced Passenger Train）完成前的替代方案。但後來HST反倒被認為是英國鐵路網路上營運的最成功的列車之一－－無論是其推出時帶來的突破以及使用壽命而言。本型車自1976 年至 1982 年入役，大幅縮短行車時間，增加運量，而且性能可靠，數十年來一直在第一線服務，直到2017年才有第一批列車退役，距離首航已有41年。
截至2021年8月，蘇格蘭鐵路 、 英國縱貫鐵路 、 大西部鐵路和英國鐵路網公司等公司仍使用城際列車125。
本型車也是澳大利亞新南威爾士州於1982年啟用的XPT列車的設計基礎。

## 背景
在 1950 年代末和 1960 年代初，英國交通委員會（BTC）計畫將鐵路網現代化，希望提高城際運輸的速度以使鐵路能與高速公路競爭。但政府不願意新建路線， BTC 計畫以新型列車與改造現有路線以提高行車速度。1960 年代初，在德比的铁路技术中心成立了一個團隊，設計時速可達125英里（201公里）的先進客運列車（APT），使用了許多在英國鐵路未曾利用的新技術，例如採傾斜式設計以便提高彎道行駛速率。 
但APT 的進度並不順利。1970 年當局判斷APT未能在短期內實現鐵路現代化的目標，於是開始開發使用一般技術的高速柴油動力列車，以便在 APT 正式營運前改進鐵路的行車速度。目標是在1972年前建造出原型車。  

## 發展

### 概念和设计
列車使用Mark 3客車編組，頭尾兩端各配置一部43型柴電機車，成為推拉式列車。每部43型柴電機車裝有2250匹馬力的Paxman Valenta柴油引擎，重量輕且功率重量比高。目標是在預定行駛路線（大西部主線、東海岸主線、米德蘭主線和橫貫國家路線）能維持125英里時速，據估計列車需要4500匹馬力（3400千瓦）的功率，但當時並無現成的柴油引擎可在單一機車提供這麼大的出力，因此決定採用兩部柴電機車。  

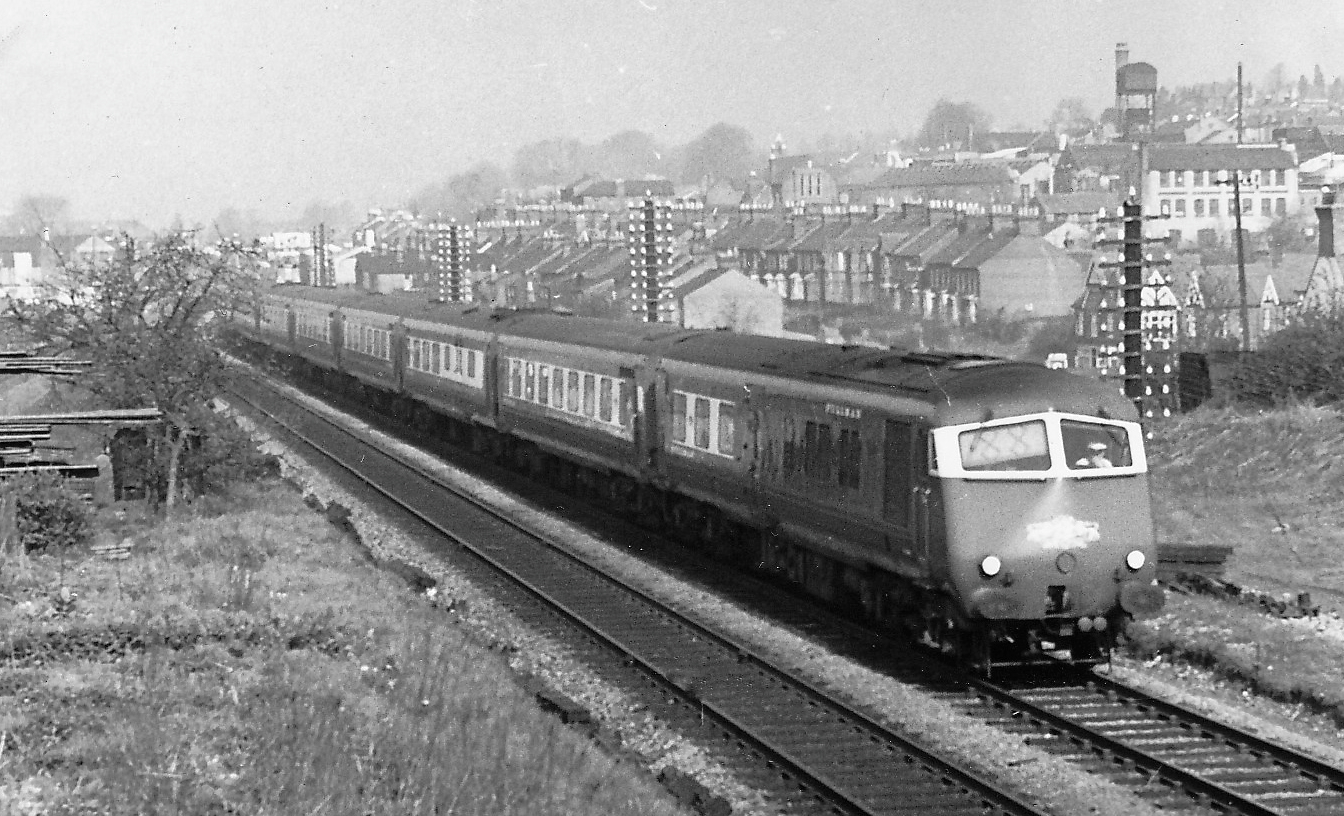
1960 年至 1973 年間營運的Blue Pullman列車，常被視為 HST 的先驅。

十年前，英國鐵路公司曾提出類似的想法，在Blue Pullman列車上於列車兩端各配置一部機車，雖然商業並未取得成功，但驗證此做法是可行的；這些列車也常被視為 HST 的先驅。 這種作法優點如下：列車兩端都有機車，以電子控制系統統一控制，進行推拉式牽引，到了終點站也無須調車即可轉換方向行駛；如其中有一部機車故障，列車仍可繼續行駛（但速度會較低）；動力集中於兩端，避免了一般柴聯車各動力車底盤裝置之柴油引擎的振動與噪音。 而使用兩部機車軸重較輕的機車，要比使用單一大出力但軸重大的機車，對於鐵軌造成的磨損較小。 HST 的設計要求之一，是在以時速125 英里行駛時，對軌道施加的力量不超過以100英里時速行駛的55型柴電機車。後來每輛機車的重量為70噸，從而滿足了上述要求。 
HST 的關鍵設計要求之一，是能在現有路線上以125英里時速行駛；為達此目標，列車也必須能在現有的信號與閉塞系統限制下，從時速125英里煞停。因此需要高性能的軔機，採用了碟式煞車而非傳統車輛上的輪面踏軔。  

### 原型車

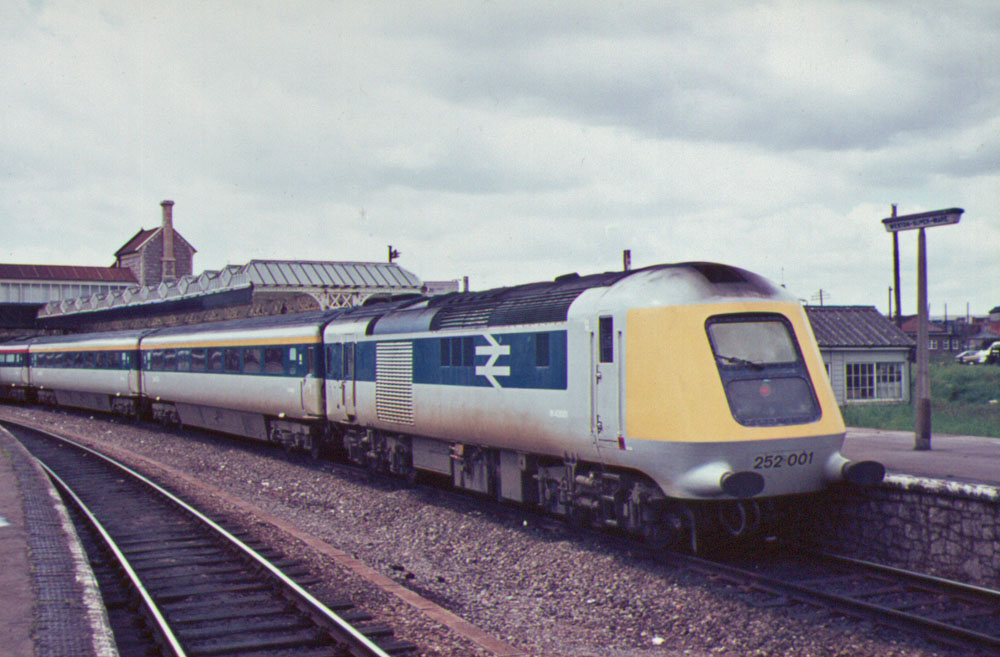
1975 年在Weston-super-Mare的252 级原型 HST

概念驗證原型車被編為英國鐵路41型柴油機車，原在克魯工廠製造，後轉移到德比利徹奇巷工廠完成。本車駕駛員座位位於端面的中央，駕駛設備圍著駕駛員座位配置，駕駛室和引擎室之間有一扇隔音門，但沒有側窗。 本車是英國鐵路歷史上第一部使用交流發電機（而非直流發電機）的柴油機車，輸出的交流電轉換為直流電後供牽引馬達使用。 
1972年8月完成了7輛客车和2輛機車，於當年秋天在幹線進行試車。次年，在約克和達靈頓之間的東海岸主線，以兩輛機車搭配五輛客車編組進行高速試車。在 1973 年 6 月 6 日時速達到了131英里，並在 6 月 12 日創造了柴油動力火車的速度世界紀錄－－時速143.2英里（230.5公里），而且駕駛員認為可能可以達到時速150英里。但英國鐵路局（British Railways Board）決定停止高速測試，一般認為因為這是因為鐵路局認為英國未來高速鐵路應採用 APT，而非HST。 
在 1973 年至 1976 年之間的試運轉確立了固定編組，英國鐵路公司繼續製造95組量產型 HST，以改善英國鐵路的城際運輸。 

### 量產型
機車生產於1974 年在克魯工廠開始，而Mark 3 客車在德比利徹奇巷工廠製造。 1975 年末，第一輛量產型機車交車，車號為 43002。量產型的設備與原型車極為相似，但外觀大有不同；其流線型的楔形前端沒有傳統的緩衝器，連結器由整流罩包覆，駕駛室前擋風玻璃比原型車寬很多，也有設置側窗。另外與原型車不同的是，因為計畫以固定編組運轉，內側（機車尾端）沒有駕駛座。  

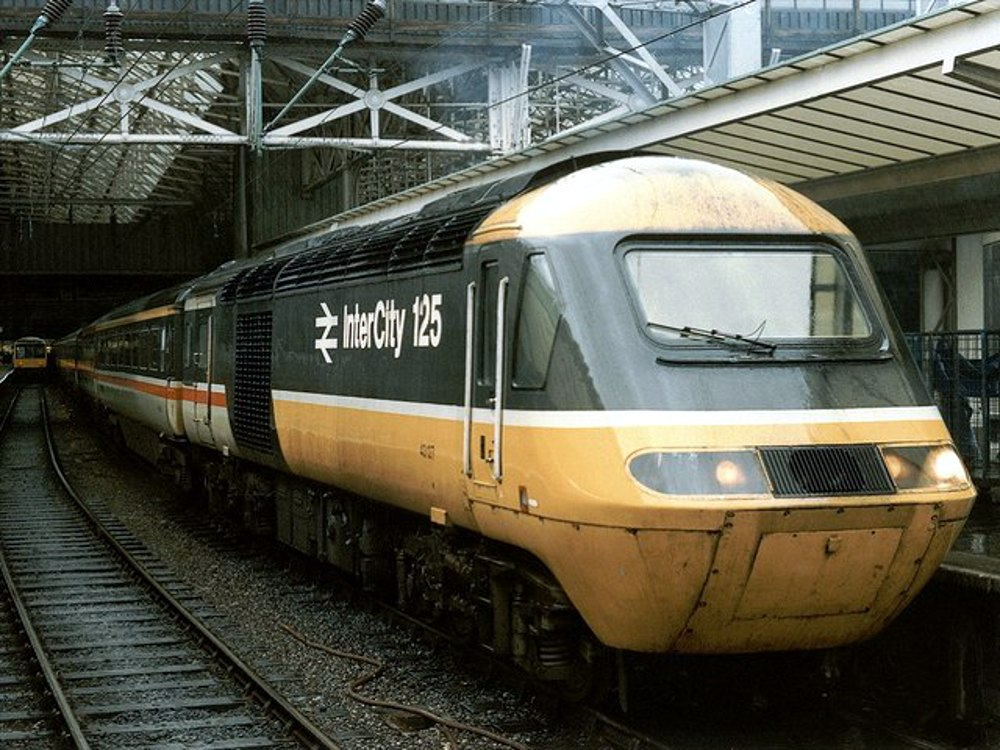
正要離開曼彻斯特皮卡迪利站的城际列車125型，1986年。

外觀由英國工業設計師肯尼斯·格蘭奇設計；英國鐵路公司曾接洽他設計塗裝，但他自己決定重新設計車身，與空氣動力學工程師合作在風洞中測試模型。 他向英國鐵路公司介紹了新設計，並說服他們採用。 43002號車後來從大西部鐵路退役，並於 2019 年 11 月被国家收藏馆收购，在约克的国家铁路博物馆展出。 
重新設計的前端也讓工會較為滿意：鐵路工會反對原型車上駕駛員旁無助手空間的設計，因此拒絕在商業運轉中駕駛原型車。量產型的駕駛端加寬，足以容納兩位乘員。  
量產型的城際列車125，機車編為43型高速柴電機車，最初配備 2,250馬力（1,678千瓦） 的Paxman Valenta柴油引擎，車重僅有70噸，具有高功率重量比，中間搭配六到九輛3型客車。專為高速客運列車設計，本型車耐撞程度較舊型列車為高，列車兩端皆能駕駛，到了列車終點站也就不用進行機車調車。 減低軸重使得本型車可在標準較差的路線（如爱丁堡到阿伯丁）以高於傳統火車的速度行駛，加上比舊型機車加速性能更好，大大縮短了行車時間。在城際列車125引入之前，英国柴油動力列車的時速限制為100英里（161公里） 。  城際列車125使所行駛路線的營運速度提高了25%。

## 英国铁路的營運

### 簡介
1976 年10 月 4 日，HST在英格蘭西部開始以時速125英里（201公里）進行商業運轉，由倫敦帕丁頓車站出發，行駛大西部主線和南威爾斯主線。 機車採標準英國鐵路塗裝，加上了“Inter-City 125”字樣，時刻表與文宣品上也出現了這個列車名稱。 1977 年 5 月夏季時刻表啟用，在西部地區投入了全部的27組253型列車（253001-253027），取代了布里斯托和南威爾士路線上的舊型機車牽引列車。行車速度與班次增加，乘客人數也迅速提升。到 1977 年初，城際列車125使得50型柴電機車轉用於較慢速的列車，間接使得52型柴液機車退役。

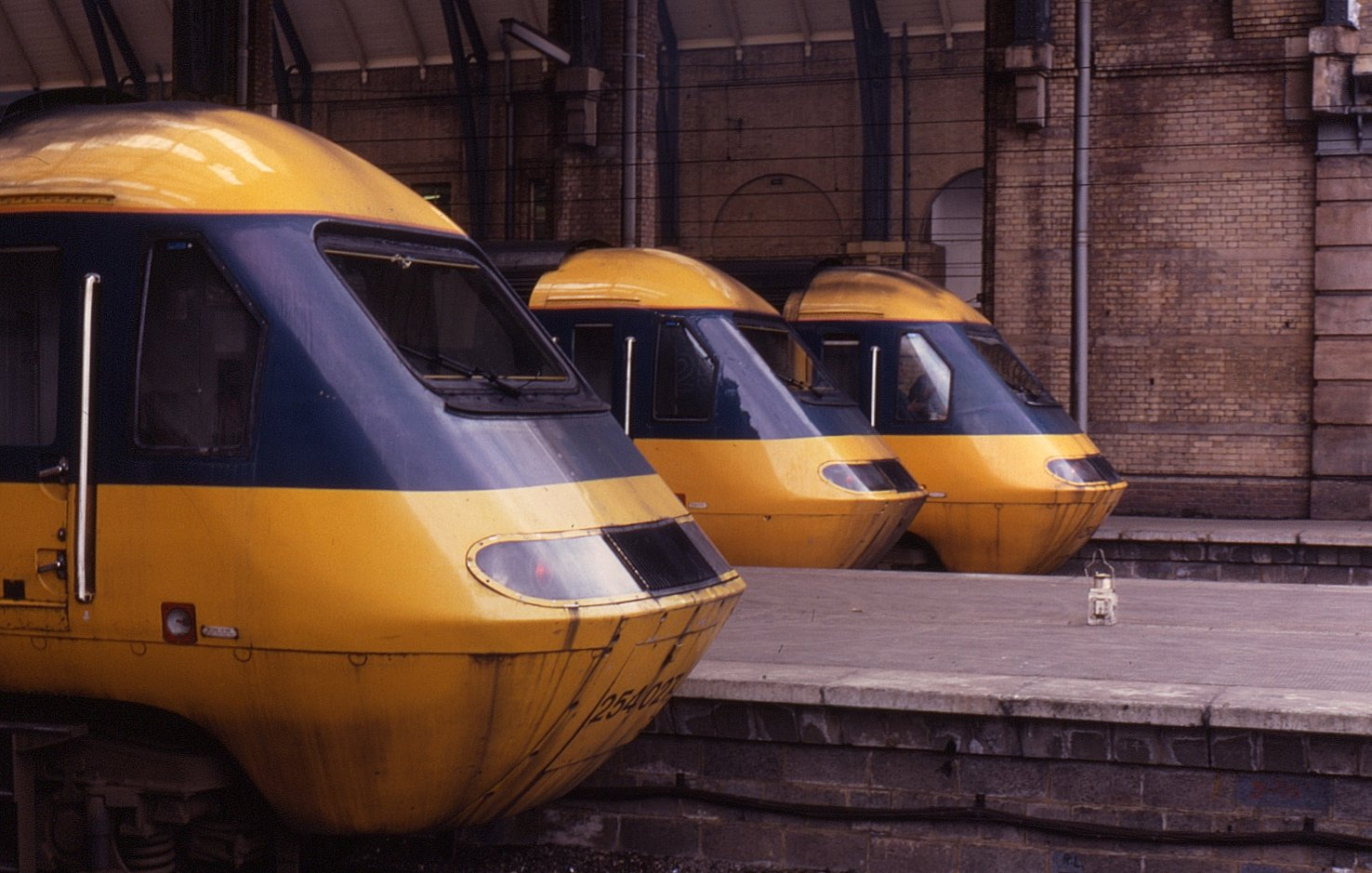
1981 年，在倫敦國王十字車站的三列HST。

254 型列車的生產持續到 1977 年，用於東海岸主線服務。配屬於東海岸主線的城際列車125每組為 8 節車廂（西部地區則為 7 節車廂）。英國鐵路曾計畫改採出力提升到2500馬力（1900千瓦）的Valenta引擎，但由於散熱問題而未有改變。1978 年 5 月的夏季時刻表改點，東海岸主線開始行駛時速達125英里的城際列車125，取代了飛翔的蘇格蘭人號和其他列車。上一代特快牽引機車55型柴電機車退為牽引次要列車，並在 1981 年底完全退役。東海岸主線原定于 1979 年 5 月讓城際列車125全數上線，但由於Penmanshiel 隧道坍塌而推延遲到 8 月下旬。城際列車125將倫敦至愛丁堡的行車時間縮短了一個小時。 
1979 年，城際列車125開始行駛於英格蘭西南部，至埃克塞特、普利茅斯和彭贊斯等地，并于 1981 年開始行駛經由伯明罕新街站的橫貫國家路線。在 1982 年，城際列車125開始行駛起自倫敦聖潘克拉斯車站發車的米德蘭主線列車。雖然在這些路線， 城際列車125的最高時速大多限制為100英里（約合160公里），優越的加速度性能仍然縮短了行車時間。 
1976 年至 1982 年間共製造了95組城際列車125，包括 197 輛 43 型柴油機車。 1980 年代為西部地區的 253 型列車增造 Mark 3客車，使其編組與東海岸和米德蘭主線一樣為 8 節車廂。在 1990 年代，只有橫貫國家路線的編組仍為七輛客車，其中僅有一輛頭等車廂。
以HST行駛的列車，票價不變，但提升了速度和舒適度， 服務品質大為改善，英國鐵路公司開始進行積極行銷，對英國鐵路公司是巨大的成功。 
大幅縮短行車時間是一大賣點，HST被稱為「旅程縮短者（The Journey Shrinker）」。 1973 年英國鐵路公司出版的“七十年代的速度”中，列出了與現有列車相比，行駛HST後的預期行車時間。 
| 1973 年從倫敦出發的行車時間 | 1973 年從倫敦出發的行車時間 | 1973 年從倫敦出發的行車時間 | 1973 年從倫敦出發的行車時間 | HST之估計行車時間 | HST之估計行車時間  | HST之估計行車時間 |
| 目的地                      | 距離 英里（公里）           | 時間 時.分                  | 平均速度                    | 時間 時.分        | 平均速度           | 節省時間          |
| --------------------------- | --------------------------- | --------------------------- | --------------------------- | ----------------- | ------------------ | ----------------- |
| 巴斯                        | 107 mi（172 km）            | 1.38                        | 66 mph（106 km/h）          | 1.11              | 90 mph（140 km/h） | 27m               |
| 布里斯托                    | 118 mi（190 km）            | 1.50                        | 65 mph（105 km/h）          | 1.22              | 87 mph（140 km/h） | 28m               |
| 加迪夫                      | 145 mi（233 km）            | 2.11                        | 67 mph（108 km/h）          | 1.46              | 82 mph（132 km/h） | 25m               |
| 唐卡斯特                    | 156 mi（251 km）            | 2.04                        | 75 mph（121 km/h）          | 1.39              | 95 mph（153 km/h） | 25m               |
| 約克                        | 188 mi（303 km）            | 2.22                        | 79 mph（127 km/h）          | 2.00              | 94 mph（151 km/h） | 22m               |
| 里茲                        | 186 mi（299 km）            | 2.28                        | 75 mph（121 km/h）          | 2.14              | 83 mph（134 km/h） | 14m               |
| 達靈頓                      | 232 mi（373 km）            | 2.52                        | 81 mph（130 km/h）          | 2.31              | 92 mph（148 km/h） | 21m               |
| 紐卡索                      | 268 mi（431 km）            | 3.38                        | 74 mph（119 km/h）          | 2.57              | 91 mph（146 km/h） | 41m               |
| 愛丁堡                      | 393 mi（632 km）            | 5.30                        | 71 mph（114 km/h）          | 4.30              | 87 mph（140 km/h） | 60m               |

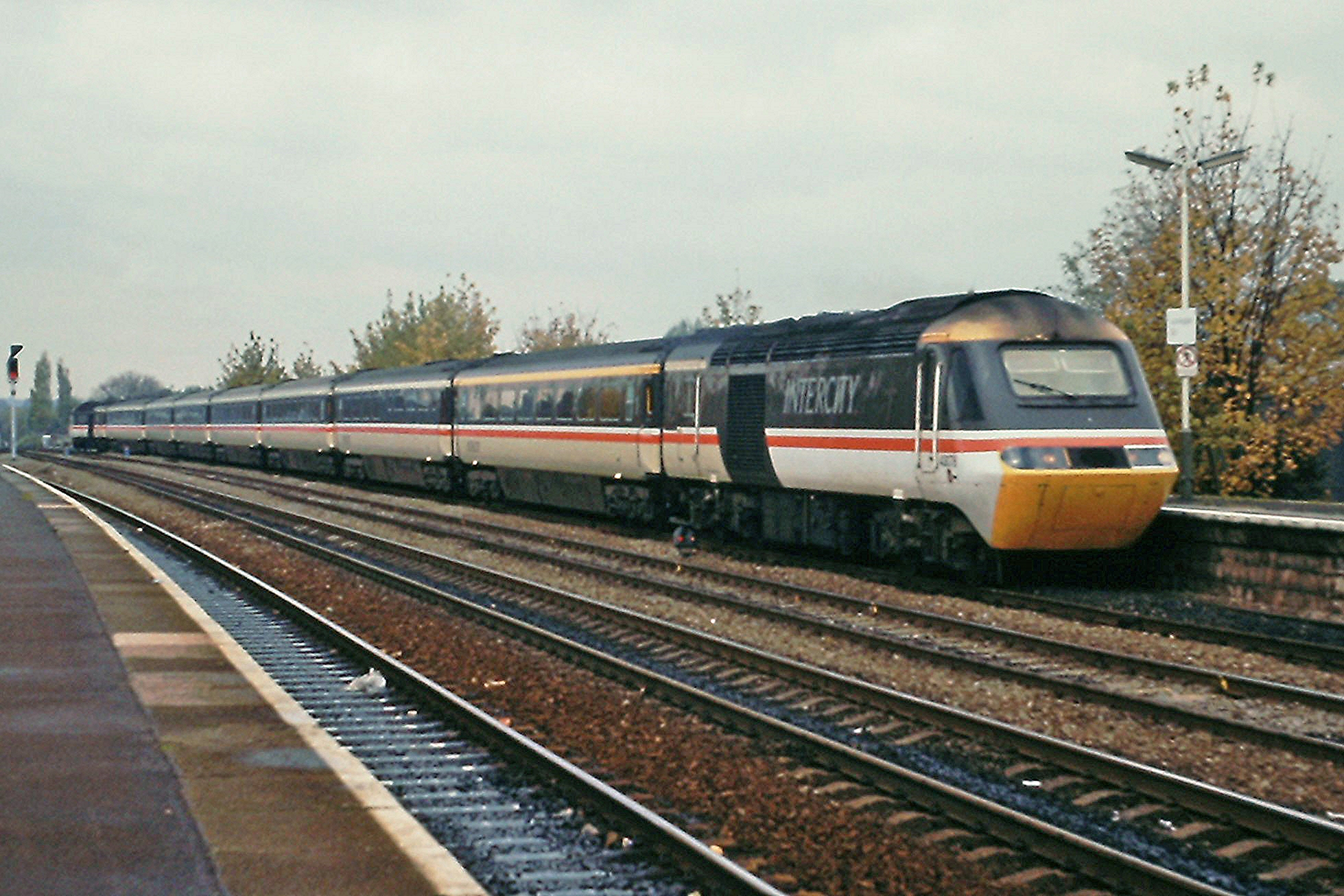
1992 年在皇家利明頓溫泉的城際列車125型，採用較晚期的塗裝。

大多數估計都實現了，甚至還低估了；最快的列車從倫敦到巴斯僅需 62 分鐘，從倫敦到約克僅需 115 分鐘。 

### 計畫的電力型
在 1980 年代初期，東海岸主線仍在規劃電氣化時，曾計畫發展電力版本的HST，稱為 HST-E。當時認為柴油電力版本已經證明能以125英里時速可靠運行，因此將採用柴電版的車身和大部分零件，但動力車改為使用集電弓的電力機車。不過後來英國鐵路改為開發電聯車，並於1980年代後期投入東海岸主線，也就是時速達到140英里（230公里）的InterCity 225。  

### 世界紀錄

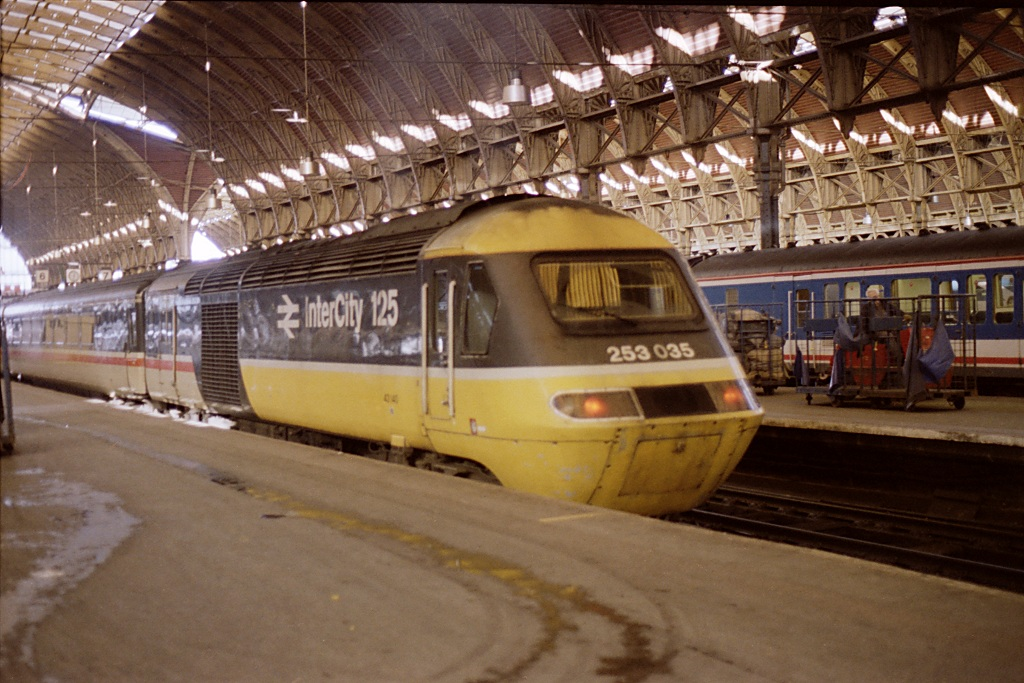
1988 年在倫敦帕丁頓車站的城際列車 125。

原型車（43000 和 43001號柴電機車），於1973 年 6 月 12 日，以時速143.2英里（230.5公里）創下柴油機車牵引列車的速度世界紀錄。 
此外本型車也保持營運中柴油動力列車的速度世界記錄。 1985 年 9 月 27 日，為推出從紐卡索到倫敦國王十字車站之間的新Tees-Tyne Pullman列車，開行了兩部機車與五輛客車組成的短編組特別列車，曾在約克以北短暫以144英里（232公里）時速行駛。
後來在1987 年 11 月 1 日，為了試驗Mark 4客車的新型轉向架，由 43102 與 43159號車組成的編組，在達靈頓和約克之間達到了148英里（238公里）的時速，成為世界最快的柴油動力火車。     

### 更新

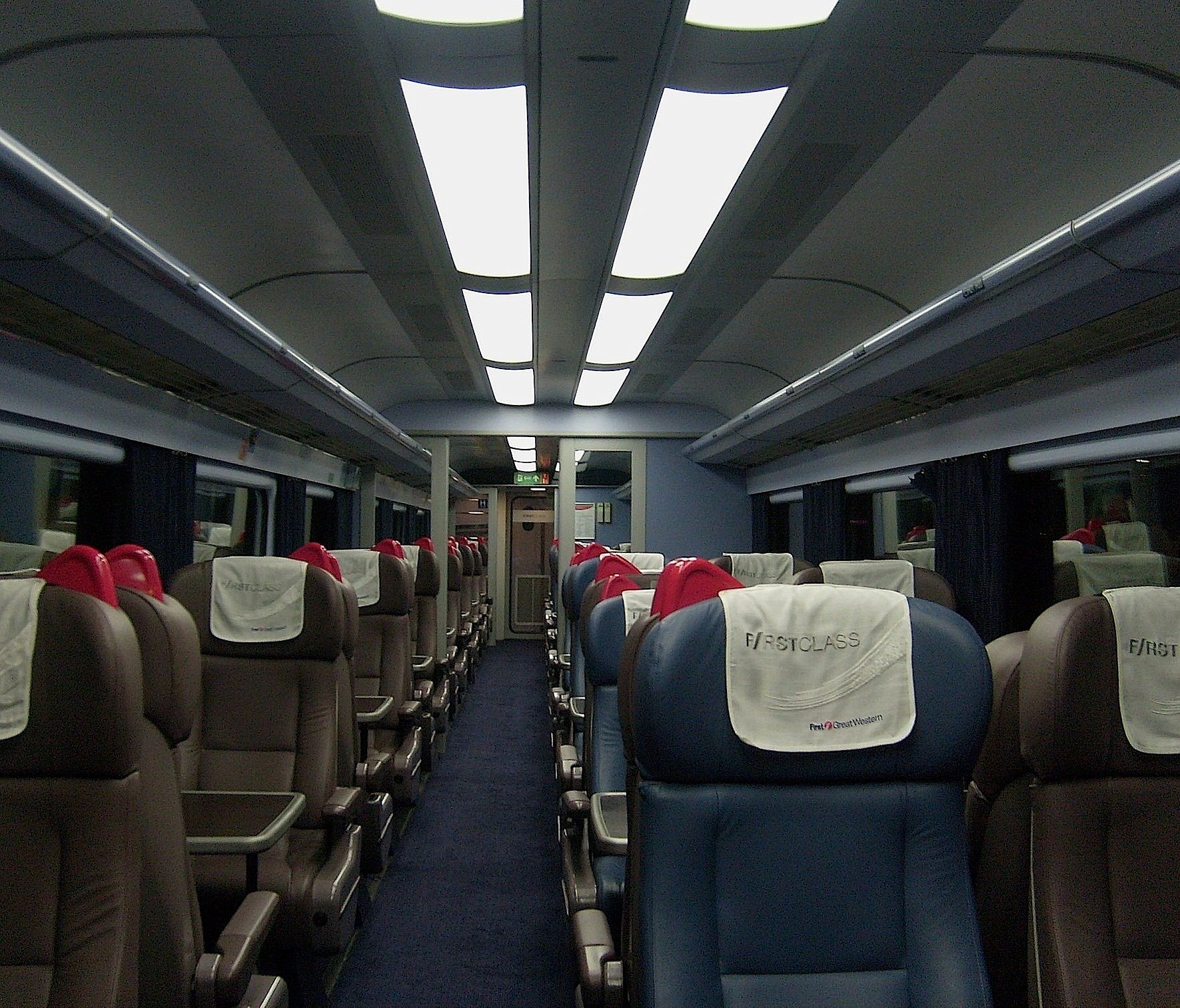
第一大西鐵路翻新後的 3型客車頭等艙內部

2005 年，火車租賃公司Angel Trains用新的MTU 16V 4000 引擎更新使用了 30 年的Paxman Valenta引擎。 升級計畫包括更換54 輛機車的引擎與翻新；这些车當時租給 GNER（現為倫敦東北鐵路）（23輛），  大西部鐵路 （26輛），英國縱貫鐵路（5輛）。 
各家公司在 2000 年代初期對3型客車進行了一些翻新。而由於HST2計劃的延遲， 各公司在 2006 年開始更新HST車隊，改裝更現代化的 MTU4000 柴油引擎並翻新車廂內裝。  

### 取代與退役
1988年，往愛丁堡的東海岸主線電氣化完成，城際列車225取代了本型車。但保留一些列車行駛前往阿伯丁、因弗内斯、斯基普顿、布拉德福德和赫爾等未電化區間的列車。
與其他使用中的客運列車相比，城際列車125相當老舊， 漸漸被高速柴聯車取代（如龐巴迪旅行者系列，或是阿爾斯通Coradia的英國版本列車）。柴聯車的功率／重量比更高，所以加速性能、效率更佳，剎車表現也更好。 
2005 年， HST2未能被被政府和鐵路公司接受， 各公司於2006 年開始翻新城際列車125。不過HST2 的概念進一步發展為城際快車計劃，用於更換城際列車 125和城際列車 225車隊。 兩者的後繼者後來決定為日立 Super Express ， 包括三種固定編組：800型與802型為配有柴電傳動的雙動力源電力列車，801型為電聯車。
大西部鐵路於 2017 年 9 月起，開始將城際列車125歸還给租赁公司。  

### 污水排放
在英國，依法火車一次可以向軌道上排放多達 25 升未經處理的廢物。 大多數 Mk3客車的廁所汙水直接排放到軌道上。在 2000 年代，工會和政界人士開始關心這個環保問題，2003年諾丁罕的路線維護人員由於路線上的排泄物而放棄了路線維護工作。   2011 年歐盟調查直接將汙水棄置於軌道的行為是否違反了歐盟的環境和健康法。  2013 年，交通部長呼籲業界採取行動。英國鐵路公司協會（ATOC）回應，所有新車都必須配備的合乎規定的馬桶與汙水收集箱，因此將在 2017 年底之前取消城際列車125。  不過HST 在 2017 年之後然繼續營運，但英國縱貫鐵路的改裝車門計畫、大西部鐵路與蘇格蘭鐵路縮短編組改裝計畫，都包括為客車的廁所安装新的汙水收集設備。  

### 未來
自 2019 年初起，由於原始形式的HST不符合無障礙規章（尤其是仍使用手動門），原始形式的城際列車125不能在國家鐵路網絡上營運。但為了避免車輛不足，一些公司獲得暫時使用許可：蘇格蘭鐵路計畫修改車輛以符合規定， 東密德蘭鐵路則計畫在新車入役後停用本型車。 

## 其他國家
1982 年，澳大利亞國家鐵路局將 19 輛動力車和 60 節車廂中的第一個編組投入使用。     
本列車由Comeng和ABB运输在澳大利亞建造，但機車長度縮短了50公分，Paxman Valenta引擎出力由2250匹馬力調降為2000匹馬力（1490KW），最高時速降為160公里（99英里）。懸吊系統、空氣過濾器、冷卻系統皆有改變，以配合行駛較差的路線與澳大利亞炎熱而多塵埃的環境。不過這批車輛理論上能夠達到時速200公里（120英里）。 此外頭燈組的設計也不一樣，車頂安裝了三個遠光燈。配合的客車改採基於巴德公司設計的不鏽鋼車廂。